# Bunyola
Bunyola (hiszp. Buñola)  – gmina w Hiszpanii, w prowincji Baleary, we wspólnocie autonomicznej Balearów, o powierzchni 84,7 km². W 2011 roku gmina liczyła 6276 mieszkańców.